# Nobitz
Nobitz là một đô thị thuộc huyện Altenburger Land, trong bang Thüringen, Đức. Đô thị Nobitz có diện tích 27,93 km².